# Романовка (Фёдоровский район)
Романовка — село в Фёдоровском районе Саратовской области, в составе сельского поселения Калужское муниципальное образование. 
Население - 863 (2015)

## История
Село Романовка обозначено на карте Самарской губернии 1867 года. По состоянию на 1890 год — в составе Калужской волости Новоузенского уезда Самарской губернии. Согласно Списку населённых мест Самарской губернии 1910 года село населяли бывшие государственные крестьяне, русские, православные и сектанты, всего 1308 мужчин и 1449 женщин. В селе имелись церковь, две школы (земская и школа грамотности), библиотека-читальня, 11 ветряных мельницы.
В 1918 году выделена самостоятельная Романовская волость. В 1920 году Романовская волость вошла в Покровский уезд Саратовской губернии
После образования АССР немцев Поволжья — в составе Фёдоровского кантона. Согласно переписи 1926 года в Тамбовке проживало 2624 человек, из них немцев — 30. 28 августа 1941 года был издан Указ Президиума ВС СССР о переселении немцев, проживающих в районах Поволжья. Немецкое население АССР немцев Поволжья было депортировано. 
После ликвидации АССР немцев Поволжья Романовка, как и другие населённые пункты Фёдоровского кантона было передано Саратовской области. До 2016 года село являлось центром Романовского муниципального образования. В 2016 году сельское поселение "Романовское муниципальное образование" было упразднено, включено в состав Калужского муниципального образования.

## Физико-географическая характеристика
Село расположено в Низком Заволжье, в пределах Сыртовой равнины, относящейся к Восточно-Европейской равнине, на правом берегу реки Большой Караман, на высоте около 70-75 метров над уровнем моря. Рельеф местности равнинный, слабохолмистый. Почвы тёмно-каштановые.
По автомобильным дорогам расстояние до районного центра рабочего посёлка Мокроус — 28 км, до областного центра города Саратов — 140 км.
Часовой пояс
Романовка, как и вся Саратовская область, находится в часовой зоне МСК+1. Смещение применяемого времени относительно UTC составляет +4:00.

## Население
Динамика численности населения
| 1859 | 1889 | 1897 | 1910 | 1926 | 1987 | 2002 |
| ---- | ---- | ---- | ---- | ---- | ---- | ---- |
| 827  | 1782 | 2119 | 2757 | 2624 | ≈770 | 909  |

| 2002 | 2010 | 2012 | 2013 | 2014 | 2015 |
| ---- | ---- | ---- | ---- | ---- | ---- |
| 911  | ↘848 | ↗849 | ↘845 | ↗847 | ↗863 |

## Инфраструктура
В селе расположен пожарный пост.

## Известные уроженцы и жители
- Китаева Елена Иосифовна[23] (21.10.1921, с. Романовка Фёдоровского района Саратовской области - (?) г. Саратов). Первый секретарь Саратовского обкома ВЛКСМ (1949-1951гг.), основатель Саратовского сельскохозяйственного техникума (1955-1983гг.), партийный руководитель.
- Комиссаренко Иван Павлович[24] (1912, с .Романовка Фёдоровского района Саратовской области – 2008, г. Москва). Прокурор Генеральной Прокуратуры СССР.
- Максименко Алексей Николаевич (15.03.1898 с. Романовка Фёдоровского района Саратовской области - 04.09.1972) Генерал-майор технических войск (20.12.1942г.). Участник Великой Отечественной войны.
- Пряхина Зоя Кузьминична (4.11.1927 — 5.12.1994) — передовик советского народного просвещения, учительница Мокроусской средней школы, Фёдоровский район Саратовской области, Герой Социалистического Труда (1978).
- Савченко Иван Феофанович (13.05.1890, с. Романовка Фёдоровского района Саратовской обл. – 04.06.1961, г. Полтава) – участник Гражданской и Великой Отечественной войны. Автор книги воспоминаний о с. Романовке  начала XX века «Начало пути» (Киев, 1956 г.)[25]. Отец известного советского писателя-фантаста Савченко Владимира Ивановича (15.2.1933 –16.01.2005).